# Lampides formosanus
Lampides formosanus är en fjärilsart som beskrevs av Hans Fruhstorfer 1921. Lampides formosanus ingår i släktet Lampides och familjen juvelvingar. Inga underarter finns listade i Catalogue of Life.